# Diskografie Sama Smithe
Toto je seznam doposud vydané diskografie anglického zpěváka Sama Smithe.

## Alba

### Studiová alba
| Název                | Detaily o albu                                          | Umístění v hitparádách | Umístění v hitparádách | Umístění v hitparádách | Umístění v hitparádách | Umístění v hitparádách | Umístění v hitparádách | Umístění v hitparádách | Umístění v hitparádách | Umístění v hitparádách | Umístění v hitparádách | Prodeje                       | Certifikace |
| Název                | Detaily o albu                                          | UK                     | AUS                    | CAN                    | DEN                    | GER                    | IRE                    | NL                     | NZ                     | SWE                    | US                     | Prodeje                       | Certifikace |
| -------------------- | ------------------------------------------------------- | ---------------------- | ---------------------- | ---------------------- | ---------------------- | ---------------------- | ---------------------- | ---------------------- | ---------------------- | ---------------------- | ---------------------- | ----------------------------- | --- |
| In the Lonely Hour   | - Vydáno: 26. května 2014 (UK) - Vydavatelství: Capitol | 1                      | 1                      | 2                      | 2                      | 17                     | 1                      | 3                      | 1                      | 1                      | 2                      | - UK: 2,984,371               | - BPI: 9× Platinum - ARIA: 6× Platinum - BVMI: Platinum - FIMI: Platinum - GLF: 2× Platinum - IFPI DEN: 5× Platinum - MC: 2× Platinum - NVPI: Platinum - RIAA: 5× Platinum - RMNZ: 11× Platinum |
| The Thrill of It All | - Vydáno: 3. listopadu 2017 - Vydavatelství: Capitol    | 1                      | 2                      | 1                      | 1                      | 8                      | 1                      | 1                      | 1                      | 1                      | 1                      | - UK: 780,259 - WW: 1,400,000 | - BPI: 2× Platinum - ARIA: Platinum - FIMI: Gold - GLF: Gold - IFPI DEN: Platinum - MC: Platinum - NVPI: Platinum - RIAA: 2× Platinum - RMNZ: 2× Platinum                                       |
| Love Goes            | - Vydáno: 30. října 2020 - Vydavatelství: Capitol       | 2                      | 3                      | 3                      | 12                     | 11                     | 3                      | 6                      | 4                      | 12                     | 5                      | - UK: 218,437                 | - BPI: Gold - ARIA: Platinum - RIAA: Platinum - RMNZ: Gold |
| Gloria               | - Vydáno: 27. ledna 2023 - Vydavatelství: Capitol       | 1                      | 1                      | 4                      | 14                     | 6                      | 1                      | 2                      | 2                      | 6                      | 7                      |                               | |

### Nezávislá alba
| Název              | Detaily                                                     |
| ------------------ | ----------------------------------------------------------- |
| Sam Smith Diva Boy | - Vydáno: 4. ledna 2019 - Vydavatelství: Venus & Mars Music |

### Koncertní alba
| Název                                 | Detaily                                                     | Umístění v hitparádách | Umístění v hitparádách |
| Název                                 | Detaily                                                     | US Current             | FRA                    |
| ------------------------------------- | ----------------------------------------------------------- | ---------------------- | ---------------------- |
| Live from the Roundhouse              | - Vydáno: 1. ledna 2014 - Vydavatelství: Universal, Capitol | ―                      | ―                      |
| Live at the Spectator                 | - Vydáno: 1. ledna 2019 - Vydavatelství: Orestes            | ―                      | ―                      |
| Love Goes: Live at Abbey Road Studios | - Vydáno: 19. března 2021 - Vydavatelství: Capitol          | 80                     | 129                    |

### Remixová alba
| Název                    | Detaily                                                  |
| ------------------------ | -------------------------------------------------------- |
| The Lost Tapes – Remixed | - Vydáno: 15. května 2015 - Vydavatelství: Kosmo Records |

## Extended play
| Název                           | Detaily                                                      | Umístění v hitparádách | Umístění v hitparádách |
| Název                           | Detaily                                                      | CAN                    | US                     |
| ------------------------------- | ------------------------------------------------------------ | ---------------------- | ---------------------- |
| Nirvana                         | - Vydáno: 4. října 2013 (UK) - Vydavatelství: Capitol        | —                      | 126                    |
| Spotify Singles                 | - Vydáno: 31. ledna 2018 - Vydavatelství: Universal, Capitol | —                      | —                      |
| Dance                           | - Vydáno: 17. července 2020 - Vydavatelství: FP, Universal   | —                      | —                      |
| Heartbreak                      | - Vydáno: 24. července 2020 - Vydavatelství: Universal       | —                      | —                      |
| Heal                            | - Vydáno: 7. srpna 2020 - Vydavatelství: Universal           | —                      | —                      |
| Stripped                        | - Vydáno: 14. srpna 2020 - Vydavatelství: Universal          | —                      | —                      |
| Remix                           | - Vydáno: 21. srpna 2020 - Vydavatelství: Universal          | —                      | —                      |
| Roses Are Red                   | - Vydáno: 17. listopadu 2020 - Vydavatelství: Universal      | —                      | —                      |
| Violets Are Blue                | - Vydáno: 24. listopadu 2020 - Vydavatelství: Universal      | —                      | —                      |
| Blossom                         | - Vydáno: 27. listopadu 2020 - Vydavatelství: Universal      | —                      | —                      |
| Loves Me, Loves Me Not          | - Vydáno: 1. prosince 2020 - Vydavatelství: Universal        | —                      | —                      |
| The Holly & the Ivy             | - Vydáno: 4. prosince 2020 - Vydavatelství: Universal        | —                      | —                      |
| Live                            | - Vydáno: 26. února 2021 - Vydavatelství: Universal          | —                      | —                      |
| Live from the Royal Albert Hall | - Vydáno: 29. listopadu 2022 - Vydavatelství: Universal      | 26                     | 77                     |
| A Lonely Christmas              | - Vydáno: 20. listopadu 2023 - Vydavatelství: Universal      | —                      | —                      |

## Singly

### Jako hlavní umělec
| "Bad Day All Week"                                                                      | 2008 | —  | —  | —  | —  | —   | —  | —  | —  | —  | —  | | Sam Smith Diva Boy                                   |
| "When It's Alright"                                                                     | 2009 | —  | —  | —  | —  | —   | —  | —  | —  | —  | —  | | Sam Smith Diva Boy                                   |
| "Lay Me Down"                                                                           | 2013 | 46 | —  | —  | —  | —   | —  | —  | —  | —  | —  | | Nirvana                                              |
| "Money on My Mind"                                                                      | 2014 | 1  | 51 | —  | 18 | 11  | 4  | 32 | 12 | 18 | —  | - BPI: 2× Platinum - ARIA: Platinum - BVMI: Gold - FIMI: Platinum - GLF: 2× Platinum - IFPI DEN: 2× Platinum - NVPI: 2× Platinum - RIAA: Platinum                                                | In the Lonely Hour                                   |
| "Stay with Me"                                                                          | 2014 | 1  | 5  | 1  | 3  | 11  | 1  | 2  | 1  | 4  | 2  | - BPI: 4× Platinum - ARIA: 14× Platinum - BVMI: 5× Gold - FIMI: 4× Platinum - GLF: 8× Platinum - IFPI DEN: 3× Platinum - MC: 4× Platinum - NVPI: 3× Platinum - RIAA: Diamond - RMNZ: 3× Platinum | In the Lonely Hour                                   |
| "I'm Not the Only One"                                                                  | 2014 | 3  | 11 | 2  | 5  | 39  | 6  | 16 | 3  | 13 | 5  | - BPI: 3× Platinum - ARIA: 10× Platinum - BVMI: Platinum - FIMI: 2× Platinum - GLF: 3× Platinum - IFPI DEN: 3× Platinum - MC: 2× Platinum - NVPI: Gold - RIAA: 7× Platinum - RMNZ: 2× Platinum   | In the Lonely Hour                                   |
| "Like I Can"                                                                            | 2014 | 9  | 20 | 53 | 12 | 45  | 11 | 8  | 19 | 25 | 99 | - BPI: 2× Platinum - ARIA: 5× Platinum - BVMI: Gold - FIMI: Gold - GLF: Platinum - IFPI DEN: 2× Platinum - RIAA: Platinum - RMNZ: Gold                                                           | In the Lonely Hour                                   |
| "Have Yourself a Merry Little Christmas"                                                | 2014 | 53 | 47 | 66 | 33 | 41  | 46 | —  | —  | 26 | 90 | - BPI: Gold - ARIA: Platinum - IFPI DEN: Gold - RIAA: Gold | The Holly & the Ivy                                  |
| "Lay Me Down" (2015 re-release)                                                         | 2015 | 15 | 3  | 10 | —  | —   | 14 | —  | 2  | 68 | 8  | - BPI: Platinum - ARIA: 7× Platinum - BVMI: Gold - FIMI: Gold - GLF: Platinum - IFPI DEN: Gold - RMNZ: Platinum - RIAA: 5× Platinum                                                              | In the Lonely Hour                                   |
| "Lay Me Down" (Red Nose Day re-release feat. John Legend)                               | 2015 | 1  | —  | —  | —  | —   | 4  | —  | —  | —  | —  | - BPI: Platinum | In the Lonely Hour                                   |
| "Writing's on the Wall"                                                                 | 2015 | 1  | 43 | 43 | —  | 17  | 9  | 35 | —  | 63 | 71 | - BPI: Platinum - ARIA: Platinum - FIMI: Gold - RIAA: Platinum | Singl bez alb                                        |
| "Momentarily Mine"                                                                      | 2016 | —  | —  | —  | —  | —   | —  | —  | —  | —  | —  | | Sam Smith Diva Boy                                   |
| "Too Good at Goodbyes"                                                                  | 2017 | 1  | 1  | 2  | 2  | 18  | 2  | 5  | 1  | 2  | 4  | - BPI: 3× Platinum - ARIA: 10× Platinum - BVMI: Platinum - FIMI: 2× Platinum - GLF: 4× Platinum - IFPI DEN: 2× Platinum - MC: 5× Platinum - RIAA: 6× Platinum - RMNZ: Platinum                   | The Thrill of It All                                 |
| "One Last Song"                                                                         | 2017 | 27 | 94 | 66 | ―  | ―   | 36 | —  | ―  | 46 | ―  | - BPI: Gold - ARIA: Platinum - RIAA: Gold | The Thrill of It All                                 |
| "Pray" (feat. Logic)                                                                    | 2018 | —  | —  | —  | —  | —   | —  | —  | —  | —  | 55 | | The Thrill of It All                                 |
| "Baby, You Make Me Crazy"                                                               | 2018 | —  | —  | —  | —  | —   | 87 | —  | —  | 95 | —  | - ARIA: Gold | The Thrill of It All                                 |
| "Promises" (s Calvin Harris)                                                            | 2018 | 1  | 4  | 15 | 4  | 2   | 1  | 2  | 7  | 3  | 65 | - BPI: 3× Platinum - ARIA: 6× Platinum - BVMI: Platinum - FIMI: 2× Platinum - IFPI DEN: Platinum - MC: Gold - RIAA: Platinum - RMNZ: Platinum                                                    | Love Goes                                            |
| "Fire on Fire"                                                                          | 2018 | 63 | 93 | —  | —  | —   | 38 | 42 | —  | 16 | —  | - BPI: Gold - ARIA: 2× Platinum - BVMI: Gold - FIMI: Gold - IFPI DEN: Gold - RIAA: Platinum | Love Goes                                            |
| "Dancing with a Stranger" (s Normani)                                                   | 2019 | 3  | 6  | 8  | 3  | 37  | 4  | 6  | 7  | 3  | 7  | - BPI: 2× Platinum - ARIA: 8× Platinum - BVMI: Gold - FIMI: Platinum - GLF: 2× Platinum - IFPI DEN: Gold - MC: 4× Platinum - RMNZ: Platinum - RIAA: 4× Platinum                                  | Love Goes                                            |
| "How Do You Sleep?"                                                                     | 2019 | 7  | 10 | 16 | 14 | 43  | 4  | 7  | 5  | 20 | 24 | - BPI: Platinum - ARIA: 5× Platinum - BVMI: Gold - FIMI: Gold - GLF: Platinum - IFPI DEN: Gold - MC: Platinum - RIAA: 2× Platinum - RMNZ: Gold                                                   | Love Goes                                            |
| "Get Happy" (s Renée Zellweger)                                                         | 2019 | —  | —  | —  | —  | —   | —  | —  | —  | —  | —  | | Judy                                                 |
| "I Feel Love"                                                                           | 2019 | 76 | —  | —  | —  | —   | 78 | —  | —  | —  | —  | | Dance                                                |
| "To Die For"                                                                            | 2020 | 18 | 15 | 56 | —  | 90  | 21 | 75 | 34 | 51 | 46 | - BPI: Gold - ARIA: 2× Platinum - GLF: Gold - MC: Gold - RIAA: Gold | Love Goes                                            |
| "I'm Ready" (s Demi Lovato)                                                             | 2020 | 20 | 25 | 30 | —  | 66  | 13 | 78 | 28 | 34 | 36 | - BPI: Silver - ARIA: Platinum - MC: Gold - RIAA: Gold | Love Goes                                            |
| "My Oasis" (feat. Burna Boy)                                                            | 2020 | 43 | 84 | 70 | —  | —   | 43 | —  | —  | —  | —  | - ARIA: Gold | Love Goes                                            |
| "Temptation" (s Tiwa Savage)                                                            | 2020 | —  | —  | —  | —  | —   | —  | —  | —  | —  | —  | | Celia                                                |
| "Diamonds"                                                                              | 2020 | 11 | 33 | 19 | —  | 69  | 19 | 25 | 39 | 71 | 39 | - BPI: Platinum - ARIA: 2× Platinum - FIMI: Platinum - MC: Platinum - RIAA: Platinum | Love Goes                                            |
| "Kids Again"                                                                            | 2020 | 89 | —  | —  | —  | —   | 73 | —  | —  | —  | —  | | Love Goes                                            |
| "The Lighthouse Keeper"                                                                 | 2020 | 72 | —  | —  | —  | —   | 97 | —  | —  | —  | —  | | The Holly & the Ivy                                  |
| "You Will Be Found" (se Summer Walker)                                                  | 2021 | —  | —  | —  | —  | —   | —  | —  | —  | —  | —  | | Dear Evan Hansen: Original Motion Picture Soundtrack |
| "Love Me More"                                                                          | 2022 | 52 | —  | 52 | —  | —   | 54 | —  | —  | —  | 73 | - ARIA: Gold | Gloria                                               |
| "Unholy" (s Kim Petras)                                                                 | 2022 | 1  | 1  | 1  | 3  | 2   | 1  | 3  | 1  | 4  | 1  | - BPI: Platinum - ARIA: 7× Platinum - BVMI: Platinum - FIMI: 2× Platinum - GLF: Platinum - IFPI DEN: Platinum - RMNZ: 2× Platinum - RIAA: 2× Platinum                                            | Gloria                                               |
| "Night Before Christmas"                                                                | 2022 | —  | —  | —  | —  | 67  | —  | —  | —  | 61 | —  | | Singl bez alb                                        |
| "Gimme" (s Koffee a Jessie Reyez)                                                       | 2023 | 60 | —  | 75 | —  | —   | 63 | —  | —  | —  | —  | | Gloria                                               |
| "I'm Not Here to Make Friends"                                                          | 2023 | 23 | 40 | 32 | —  | 100 | 32 | 64 | —  | —  | 71 | - ARIA: Gold | Gloria                                               |
| "Beautiful"                                                                             | 2023 | —  | —  | —  | —  | —   | —  | —  | —  | —  | —  | | Singly bez alb                                       |
| "Vulgar" (s Madonna)                                                                    | 2023 | 69 | —  | —  | —  | —   | 77 | —  | —  | —  | —  | | Singly bez alb                                       |
| "Desire" (s Calvin Harris)                                                              | 2023 | 6  | 84 | —  | 32 | 78  | 9  | 11 | —  | 76 | —  | - BPI: Gold - ARIA: Gold - IFPI DEN: Platinum | 96 Months                                            |
| "In the City" (s Charli XCX)                                                            | 2023 | 41 | —  | —  | —  | —   | 47 | —  | —  | 49 | —  | | Singl bez alb                                        |
| "—" značí, že se nahrávka neumístila v hitparádách nebo v tomto území ani nebyla vydána |      |    |    |    |    |     |    |    |    |    |    | |                                                      |

### Jako vedlejší umělec
| "Latch" (Disclosure feat. Sam Smith)                                                    | 2012 | 11 | 47 | 6  | 13 | —  | 35 | 60 | 39 | 30 | 7  | - BPI: 3× Platinum - ARIA: 6× Platinum - BVMI: Platinum - FIMI: 2× Platinum - GLF: 2× Platinum - IFPI DEN: Platinum - MC: 2× Platinum - RIAA: 3× Platinum - RMNZ: Gold | Settle                    |
| "La La La" (Naughty Boy feat. Sam Smith)                                                | 2013 | 1  | 5  | 43 | 2  | 2  | 3  | 4  | 5  | 13 | 19 | - BPI: 3× Platinum - ARIA: 2× Platinum - BVMI: 3× Gold - FIMI: 2× Platinum - GLF: 3× Platinum - IFPI DEN: 4× Platinum - MC: Gold - RIAA: 2× Platinum - RMNZ: Platinum  | Hotel Cabana              |
| "When It's Alright" (Juun feat. Sam Smith)                                              | 2014 | —  | —  | —  | —  | 74 | —  | —  | —  | —  | —  | | Singly bez alb            |
| "God Only Knows" (jako BBC Music and Friends)                                           | 2014 | 20 | —  | —  | —  | —  | 77 | —  | —  | —  | —  | | Singly bez alb            |
| "Do They Know It's Christmas?" (jako Band Aid 30)                                       | 2014 | 1  | 3  | 8  | 35 | 2  | 1  | 4  | 2  | —  | 63 | - BPI: Gold | Singly bez alb            |
| "Moments" (Freddy Verano feat. Sam Smith)                                               | 2015 | —  | —  | —  | —  | —  | —  | —  | —  | —  | —  | | Singly bez alb            |
| "Omen" (Disclosure feat. Sam Smith)                                                     | 2015 | 13 | 29 | 43 | 27 | 74 | 29 | 27 | 8  | 56 | 64 | - BPI: Platinum - FIMI: Gold - IFPI DEN: Gold - RMNZ: Platinum - RIAA: Gold                                                                                            | Caracal                   |
| "Party of One" (Brandi Carlile feat. Sam Smith)                                         | 2018 | —  | —  | —  | —  | —  | —  | —  | —  | —  | —  | | By the Way, I Forgive You |
| "Go" (Cat Burns feat. Sam Smith)                                                        | 2022 | —  | 97 | —  | —  | —  | —  | —  | —  | —  | —  | - IFPI DEN: Gold | Singl bez alb             |
| "—" značí, že se nahrávka neumístila v hitparádách nebo v tomto území ani nebyla vydána |      |    |    |    |    |    |    |    |    |    |    | |                           |

### Promo singly
| "Pray" (Original version)                                                               | 2017 | 26 | 41 | 44 | 38 | — | 29 | 47 | 32 | 42 | 55 | - BPI: Gold - ARIA: Platinum - GLF: Gold - MC: Gold - RIAA: Gold | The Thrill of It All                          |
| "Burning"                                                                               | 2017 | 63 | 75 | 63 | —  | — | 56 | 81 | —  | 27 | —  | - BPI: Silver - ARIA: Gold - GLF: Gold - RIAA: Gold              | The Thrill of It All                          |
| "Fix You"                                                                               | 2020 | —  | —  | —  | —  | — | —  | —  | —  | —  | —  |                                                                  | Love Goes                                     |
| "Gloria"                                                                                | 2023 | —  | —  | —  | —  | — | —  | —  | —  | —  | —  |                                                                  | Gloria                                        |
| "Perfect" (s Jessie Reyez a Cat Burns)                                                  | 2023 | —  | —  | —  | —  | — | —  | —  | —  | —  | —  |                                                                  | Singl bez alb                                 |
| "Man I Am"                                                                              | 2023 | 58 | —  | —  | —  | — | 68 | —  | —  | —  | —  |                                                                  | Barbie the Album                              |
| "Like I Can" (s Aitana)                                                                 | 2024 | —  | —  | —  | —  | — | —  | —  | —  | —  | —  |                                                                  | In The Lonely Hour (10th Anniversary Edition) |
| "—" značí, že se nahrávka neumístila v hitparádách nebo v tomto území ani nebyla vydána |      |    |    |    |    |   |    |    |    |    |    |                                                                  |                                               |

## Další umístěné písně
| Název                                                                                   | Rok  | Umístění v hitparádách | Umístění v hitparádách | Umístění v hitparádách | Umístění v hitparádách | Umístění v hitparádách | Umístění v hitparádách | Umístění v hitparádách | Umístění v hitparádách | Umístění v hitparádách | Umístění v hitparádách | Certifikace                                                      | Album                                         |
| Název                                                                                   | Rok  | UK                     | AUS                    | BEL (FL) Tip           | CAN                    | IRE                    | JAP                    | NL                     | NZ Heat./ Hot          | SWE                    | US                     | Certifikace                                                      | Album                                         |
| --------------------------------------------------------------------------------------- | ---- | ---------------------- | ---------------------- | ---------------------- | ---------------------- | ---------------------- | ---------------------- | ---------------------- | ---------------------- | ---------------------- | ---------------------- | ---------------------------------------------------------------- | --------------------------------------------- |
| "Safe with Me"                                                                          | 2013 | 86                     | —                      | —                      | —                      | —                      | —                      | —                      | —                      | —                      | —                      |                                                                  | Nirvana                                       |
| "Nirvana"                                                                               | 2013 | 82                     | —                      | —                      | —                      | —                      | —                      | —                      | —                      | —                      | —                      | - ARIA: Gold - IFPI DEN: Gold - RIAA: Gold                       | Nirvana                                       |
| "Latch" (Acoustic)                                                                      | 2013 | 192                    | —                      | —                      | —                      | —                      | —                      | 86                     | —                      | —                      | —                      | - BPI: Gold - IFPI DEN: Gold - RIAA: Platinum                    | Nirvana                                       |
| "Together" (s Disclosure, Nile Rodgers a Jimmy Napes)                                   | 2013 | 135                    | —                      | 78                     | —                      | —                      | —                      | —                      | —                      | —                      | —                      |                                                                  | Settle: The Remixes                           |
| "Leave Your Lover"                                                                      | 2014 | 109                    | —                      | —                      | 57                     | —                      | —                      | —                      | —                      | —                      | 92                     | - BPI: Silver - ARIA: Platinum - RIAA: Platinum                  | In the Lonely Hour                            |
| "I've Told You Now"                                                                     | 2014 | —                      | —                      | —                      | —                      | —                      | —                      | —                      | —                      | —                      | —                      | - BPI: Silver - RIAA: Gold                                       | In the Lonely Hour                            |
| "Life Support"                                                                          | 2014 | —                      | —                      | —                      | —                      | —                      | —                      | —                      | —                      | —                      | —                      | - RIAA: Gold                                                     | In the Lonely Hour                            |
| "Make It to Me"                                                                         | 2014 | 193                    | —                      | —                      | —                      | —                      | —                      | —                      | —                      | —                      | —                      | - BPI: Silver - ARIA: Platinum - RIAA: Platinum - IFPI DEN: Gold | In the Lonely Hour                            |
| "Not in That Way"                                                                       | 2014 | —                      | —                      | —                      | —                      | —                      | —                      | —                      | —                      | —                      | —                      | - BPI: Silver - ARIA: Gold - RIAA: Platinum                      | In the Lonely Hour                            |
| "Restart"                                                                               | 2015 | —                      | —                      | —                      | —                      | —                      | 93                     | —                      | —                      | —                      | —                      |                                                                  | In the Lonely Hour                            |
| "Drowning Shadows"                                                                      | 2015 | 108                    | 55                     | 28                     | —                      | —                      | —                      | —                      | —                      | —                      | —                      |                                                                  | In the Lonely Hour (Drowning Shadows Edition) |
| "How Will I Know"                                                                       | 2016 | 116                    | —                      | —                      | —                      | —                      | —                      | —                      | —                      | —                      | —                      | - BPI: Silver - ARIA: Gold - IFPI DEN: Gold - RIAA: Gold         | In the Lonely Hour (Drowning Shadows Edition) |
| "Say It First"                                                                          | 2017 | —                      | —                      | —                      | 88                     | 63                     | —                      | 100                    | 3                      | 66                     | —                      | - ARIA: Gold                                                     | The Thrill of It All                          |
| "No Peace" (feat. Yebba)                                                                | 2017 | —                      | —                      | —                      | 100                    | 77                     | —                      | —                      | —                      | 83                     | —                      | - ARIA: Gold                                                     | The Thrill of It All                          |
| "Him"                                                                                   | 2017 | —                      | —                      | —                      | —                      | 73                     | —                      | —                      | —                      | 84                     | —                      |                                                                  | The Thrill of It All                          |
| "Midnight Train"                                                                        | 2017 | —                      | —                      | —                      | —                      | 75                     | —                      | —                      | —                      | 88                     | —                      | - ARIA: Gold                                                     | The Thrill of It All                          |
| "Nothing Left for You"                                                                  | 2017 | —                      | —                      | —                      | —                      | 97                     | —                      | —                      | —                      | —                      | —                      |                                                                  | The Thrill of It All                          |
| "Scars"                                                                                 | 2017 | —                      | —                      | —                      | —                      | —                      | —                      | —                      | —                      | —                      | —                      |                                                                  | The Thrill of It All                          |
| "Palace"                                                                                | 2017 | —                      | —                      | —                      | —                      | —                      | 61                     | —                      | —                      | —                      | —                      | - RIAA: Gold                                                     | The Thrill of It All                          |
| "The Thrill of It All"                                                                  | 2017 | —                      | —                      | —                      | —                      | —                      | —                      | —                      | —                      | —                      | —                      |                                                                  | The Thrill of It All                          |
| "One Day at a Time"                                                                     | 2017 | —                      | —                      | —                      | —                      | —                      | —                      | —                      | —                      | —                      | —                      |                                                                  | The Thrill of It All                          |
| "River" (nahráno v RAK Studios, Londýn)                                                 | 2017 | —                      | —                      | —                      | —                      | —                      | —                      | —                      | —                      | —                      | —                      |                                                                  | Spotify Singles – Holiday                     |
| "Another One"                                                                           | 2020 | —                      | —                      | —                      | —                      | —                      | —                      | —                      | 26                     | —                      | —                      |                                                                  | Love Goes                                     |
| "Young"                                                                                 | 2020 | —                      | —                      | —                      | —                      | —                      | —                      | —                      | 30                     | —                      | —                      |                                                                  | Love Goes                                     |
| "Love Goes" (feat. Labrinth)                                                            | 2020 | —                      | —                      | —                      | —                      | —                      | —                      | —                      | —                      | —                      | —                      |                                                                  | Love Goes                                     |
| "No God"                                                                                | 2023 | —                      | —                      | —                      | —                      | —                      | —                      | —                      | 25                     | —                      | —                      |                                                                  | Gloria                                        |
| "Lose You"                                                                              | 2023 | —                      | —                      | —                      | —                      | —                      | —                      | —                      | 26                     | —                      | —                      |                                                                  | Gloria                                        |
| "Who We Love" (s Ed Sheeran)                                                            | 2023 | 85                     | —                      | —                      | —                      | 70                     | —                      | —                      | 19                     | —                      | —                      |                                                                  | Gloria                                        |
| "—" značí, že se nahrávka neumístila v hitparádách nebo v tomto území ani nebyla vydána |      |                        |                        |                        |                        |                        |                        |                        |                        |                        |                        |                                                                  |                                               |

## Spolu umělec
| Název                                                             | Rok  | Další umělec                      | Album                                                       |
| ----------------------------------------------------------------- | ---- | --------------------------------- | ----------------------------------------------------------- |
| "Daniel"                                                          | 2018 | —                                 | Revamp: Reimagining the Songs of Elton John & Bernie Taupin |
| "Get Happy"                                                       | 2019 | —                                 | Judy                                                        |
| "If the World Was Ending (In Support of Doctors Without Borders)" | 2020 | JP Saxe, Julia Michaels & Friends | Písně bez alb                                               |
| "Everywhere (BBC Children In Need)"                               | 2021 | Niall Horan a Anne-Marie          | Písně bez alb                                               |
| "Ahi"                                                             | 2024 | Anitta                            | Funk Generation                                             |